# 格利尼亞涅齊
49°3′55″N 28°45′7″E / 49.06528°N 28.75194°E
格利尼亞涅齊（烏克蘭語：Глинянець），是烏克蘭西南部的村莊，隸屬文尼察州的文尼察區。該村面積1.26平方公里，海拔高度277米，2001年人口242，人口密度每平方公里192.06人。